# Geografia Kolumbii
Republika Kolumbii jest położona w północno-zachodniej części Ameryki Południowej, zajmuje powierzchnię lądową 1 141 748 km² i powierzchnię morską 928 660 km². Terytorium Kolumbii rozciąga się od Morza Karaibskiego po Pacyfik, zajmuje spory fragment puszczy amazońskiej, osią państwa jest łańcuch Andów. Kolumbia jest jedynym państwem południowoamerykańskim, które leży nad dwoma oceanami. Dzieli się administracyjnie na regiony i departamenty.

## Współrzędne geograficzne
Punkty ekstremalne obszaru kontynentalnego Kolumbii:
- Północ:
  - Punta Gallinas (Półwysep Guajira), 12°30′40″ φ N.
- Południe:
  - Ujście wąwozu San Antonio (Trapecio Amazónico), 4°13′30″ φ S.
- Wschód:
  - Wyspa San José (Rio Negro, naprzeciw Piedra del Cocuy), 66°50′54″ λ W.
- Zachód:
  - Cabo Manglares (Nariño), 79°01′23″W.

## Granice

Mapa granic Kolumbii

### Granice lądowe
Kolumbia posiada następujące granice lądowe:
- Północ:
  - Morze Karaibskie: wybrzeże – 1600 km
- Południe:
  - Ekwador: 586 km granicy (Traktat Suárez-Muñoz Vernaza, 15 sierpnia 1916).
  - Peru: 1626 km granicy (Traktat Lozano-Salomón, 24 marca 1922 i Protokół z Rio de Janeiro, 24 maja 1934).
- Zachód:
  - Panama: 266 km granicy (Traktat Vélez-Victoria, 20 sierpnia 1924).
  - Pacyfik: wybrzeże – 1300 km
- Wschód:
  - Wenezuela: 2219 km granicy (Laudo, 16 marca 1892; arbitraż Szwajcarii, 24 marca 1892 i Traktat López de Mesa – Gil Borges, 5 kwietnia 1941).
  - Brazylia: 1645 km granicy (Traktat Vásquez Cobo – Martins, 24 kwietnia 1907; Traktat García Ortiz – Mangabeira, 15 listopada 1928).

### Granice morskie
Granice morskie Kolumbii są następujące:
- Północ:
  - Honduras: Traktat Ramírez – López, 2 sierpnia 1986.
  - Jamajka: Traktat Sanin-Robertson, 12 listopada 1993.
  - Haiti: Traktat Liévano – Brutus, 17 lutego 1978.
  - Dominikana: Traktat Liévano – Jiménez, 13 stycznia 1978.
  - Panama: Traktat Liévano – Boyd, 20 listopada 1976.
- Południe:
  - Ekwador: Traktat Liévano – Lucio, 23 sierpnia 1975.
  - Panama: Traktat Liévano Boyd, 20 listopada 1976.
  - Kostaryka: Traktat Fernández – Facio, 17 marca 1977.
- Zachód:
  - Nikaragua: Tratado Esguerra – Barcenas, 24 marca 1928.
  - Kostaryka: Traktat Lloreda – Gutiérrez, 6 kwietnia 1984.
- Wschód:
  - Wenezuela.

## Budowa geologiczna
Terytorium Kolumbii leży w obrębie dwóch wielkich jednostek geologicznych, są to: górotwór Andów i południowoamerykańska platforma prekambryjska. W obrębie Andów wyróżnia się trzy antyklinoria jakimi są Kordyliera Zachodnia, Środkowa i Wschodnia, oraz synklinoria rzek, które rozdzielają pasma Kordylier.
Andy są górami sfałdowanymi w orogenezie alpejskiej i budują je skały z różnych okresów geologicznych. Są to skały pochodzące od prekambru po kenozoik. W wyniku procesów orogenicznych i erozyjnych odsłonięte zostały stare utwory krystaliczne. Młode skały osadowe pokrywają doliny śródandyjskie.
Najstarsze skały, pochodzące z prekambru jakimi są granity występują w południowej części Kordyliery Wschodniej. Kordyliera Centralna zbudowana jest z paleozoicznych łupków ilastych. Kordylierę Zachodnią i Wschodnią w głównej mierze budują mezozoiczne skały. W Kordylierze Wschodniej (poza południową częścią) budują utwory osadowe pochodzące głównie z kredy. Kordyliera Zachodnia jest zbudowana ze skał metamorficznych i osadowych.
Wschodnia część kraju to region gdzie występuje odsłonięte podłoże krystaliczne, które tworzą skały metamorficzne i intruzje skał głębinowych. W kierunku zachodnim podłoże te zanurza się pod warstwę skał osadowych, które grubość osiąga do 10 000 do 15 000 m.

## Rzeźba
Uwzględniając zróżnicowanie rzeźby można podzielić kontynentalny obszar Kolumbii na dwa duże regiony: zachodni zajmowany głównie przez Andy i ich pogórza na nadbrzeżnych nizinach Pacyfiku i Morza Karaibskiego oraz wschodni z nizinami Orinoko i Amazonki.

### Kordyliery Andów

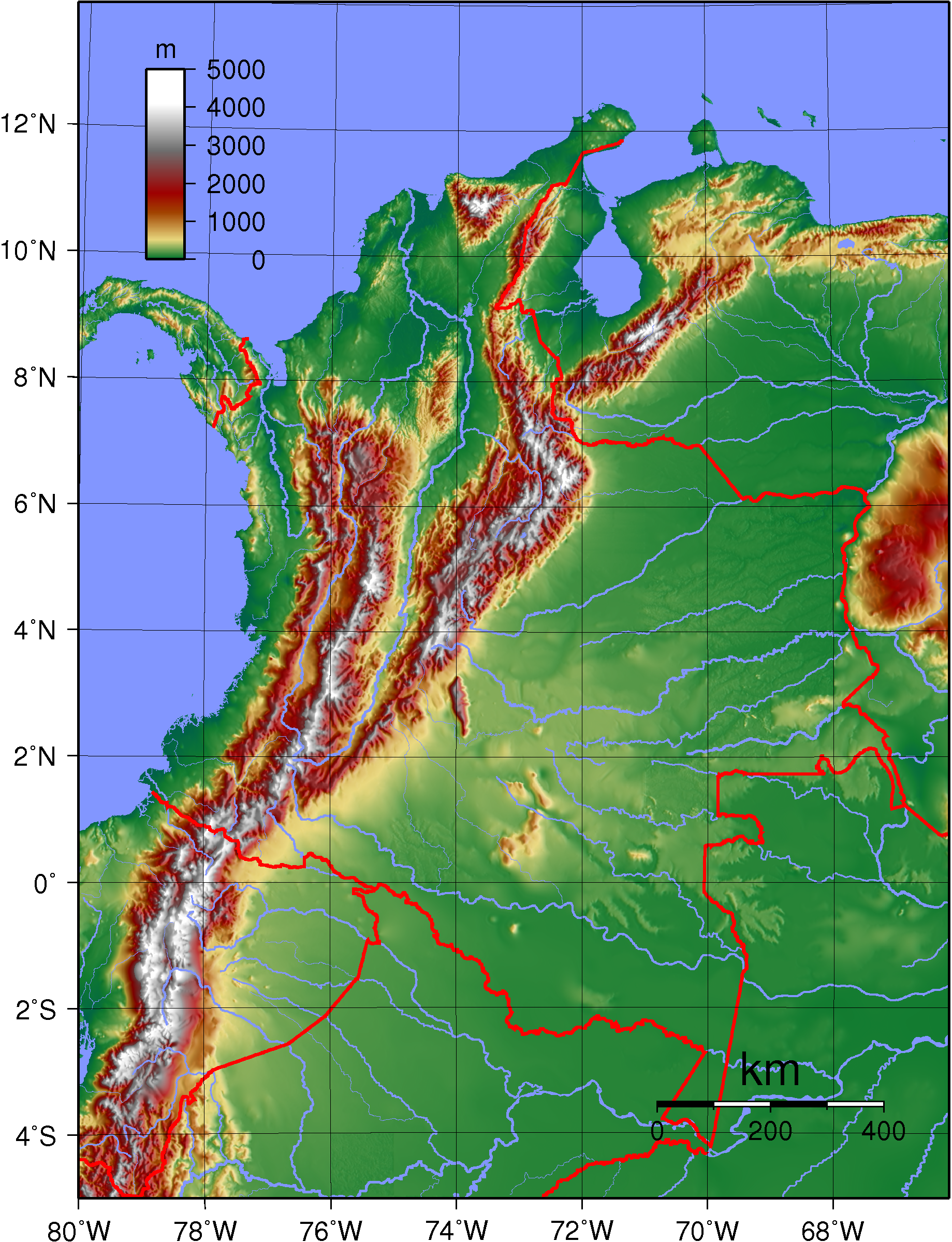
Mapa hipsometryczna Kolumbii

Andy południowoamerykańskie, które przebiegają kontynent od południa (Patagonia) zachodnim skrajem, kończą się w jego najbardziej północnej części (Kolumbia). W tym kraju dzielą się na: Kordylierę Zachodnią, Kordylierę Środkową i Kordylierę Wschodnią.
Ten podział Andów kolumbijskich zaczyna się w Nudo de los Pastos i w Nudo de Almaguer lub Masywie Kolumbijskim.
Masyw Kolumbijski jest znany również pod nazwą Estrella Fluvial de Colombia (Rzeczna Gwiazda Kolumbii), dlatego że mają tu źródła rzeki, które uchodzą do Pacyfiku (Patía), Morza Karaibskiego (Cauca i Magdalena) i Amazonki (Caquetá).
- Kordyliera Wschodnia dzieli się z kolei w pobliżu granicy z Wenezuelą na dwa pasma: Serranía de los Motilones, która wyznacza granicę z Wenezuelą pomiędzy kolumbijskimi departamentami El Cesar i Guajira i wenezuelskim stanem Zulia i Kordyliera de Mérida, która biegnie dalej przez terytorium wenezuelskie.

W tej Kordylierze znajduje się Altiplano Cundiboyacense z wysokościami przekraczającymi 2500 m n.p.m. i naturalną przestrzenią miast Bogota i Tunja. Obszar ten był terytorium najważniejszej Konfederacji Plemion Ameryki Południowej – Czibczów.
- Kordyliera Środkowa oddziela dwie największe doliny Kolumbii: Dolinę Cauki i Dolinę Magdaleny. W tej Kordylierze znajdują się także lodowce górskie Ruiz, Santa Isabel i Nevado del Tolima.
- Kordyliera Zachodnia zatrzymuje masy powietrza znad Oceanu Spokojnego.

Trzy kordyliery wraz z dolinami andyjskimi tworzą kolumbijski Region Andyjski i skupiają największą część ludności Kolumbii.
Najwyższymi szczytami Kolumbii są bliźniacze Pico Colón i Pico Bolívar (5775 m n.p.m.)

### Nadbrzeżne niziny i systemy górskie
Główne nadbrzeżne systemy górskie: Sierra Nevada de Santa Marta, Montes de María i Serranía del Baudó

### Wulkany i strefy sejsmiczne
Terytorium kolumbijskie wchodzi w skład Ognistego Pierścienia Pacyfiku. Góry i niektóre wyspy są pochodzenia wulkanicznego. Ruchy sejsmiczne świadczą o aktywności ruchów tektonicznych terytorium.

### Lodowce górskie
Kolejną ważną cechą rzeźby są duże wysokości, na wielu szczytach zalegają stałe śniegi i lody pochodzenia glacjalnego. Najważniejsze to: Nevado de Cumbal, Nevado del Huila, Nevado del Tolima, Nevado Santa Isabel i Nevado del Ruiz.
Globalne ocieplenie i El Niño niosą ogromne zagrożenie dla kolumbijskich lodowców. Wiele wskazuje na to, że w XXI wieku zanikną one zupełnie.

### Rzeźba wschodniej Kolumbii
W złożonym głównie z nizin regionie wschodnim wyróżniają się Serranía de la Macarena w departamencie Meta. W departamencie Vichada pojawiają się formacje Tarczy Gujańskiej.

## Klimat
Przez Kolumbię przebiega równik, aż 90% kraju leży na półkuli północnej, a departament Amazonas – na półkuli południowej. Całe terytorium kraju jest położone w Strefie Międzyzwrotnikowej, a kraj znajduje się w obrębie klimatu równikowego. Klimat kolumbijskich regionów różni się znacznie ze względu na duże różnice wysokości (od poziomu morza aż do prawie 6000 m n.p.m.).
Wraz ze zmianą wysokości zmieniają się piętra klimatyczne. W Kolumbii wyróżnia się piętro gorące, umiarkowane i chłodne i zimne.
- Piętro gorące obejmuje tereny położone do wysokości 1000 m n.p.m. i tam średnia temperatura powietrza w ciągu roku wynosi powyżej 24 °C, czyli jest typowo dla klimatu równikowego. Piętro gorące obejmuje 80% powierzchni kraju.
- Piętro umiarkowane to tereny leżące od 1000 do 2000 m n.p.m. i obejmuje 10% terytorium Kolumbii. W piętrze tym średnia roczna temperatura wynosi od 17 °C do 24 °C.
- Piętro chłodne to obszary leżące na wysokości od 2000 do 3000 m n.p.m. obejmujące 8% powierzchni kraju. Jest to region gdzie średnia dobowa temperatura wynosi od 12 °C do 17 °C.
- Piętro zimne obejmuje obszary leżące powyżej 3000 m n.p.m. i zajmuje tylko 2% powierzchni kraju. Temperatury tam panujące nie przekraczają wartości 12 °C w ciągu całego roku.

Opady w Kolumbii są zróżnicowane. Na północ od równika deszcze padają głównie od maja do listopada, zaś na południe od równie – od grudnia do marca. Najwyższe opady występują na nadbrzeżnych nizinach, gdzie wartości opadowe wynoszą powyżej 4000 mm, sięgając nawet 8000 mm. Wysokie, ale niższe wartości występują na Nizinie Amazonki, nad zatoką Urabá, gdzie wartości opadowe wynoszą od 2000 do 4000 mm. Na terenach górskich opady są jeszcze niższe i wynoszą od 1000 do 2000 mm rocznie. W dolinach rzek Caucai górnej Magdaleny, oraz na altiplano w Kordylierze Wschodniej wielkość opadów nie przekracza 500 mm w ciągu całego roku. Najbardziej suchy obszar to półwysep Guajira, gdzie średnie opad wynosi poniżej 500 mm i ponadto deszcze nie padają przez dwa lub trzy lata z rzędu.

## Hydrografia

Hydrografia Kolumbii

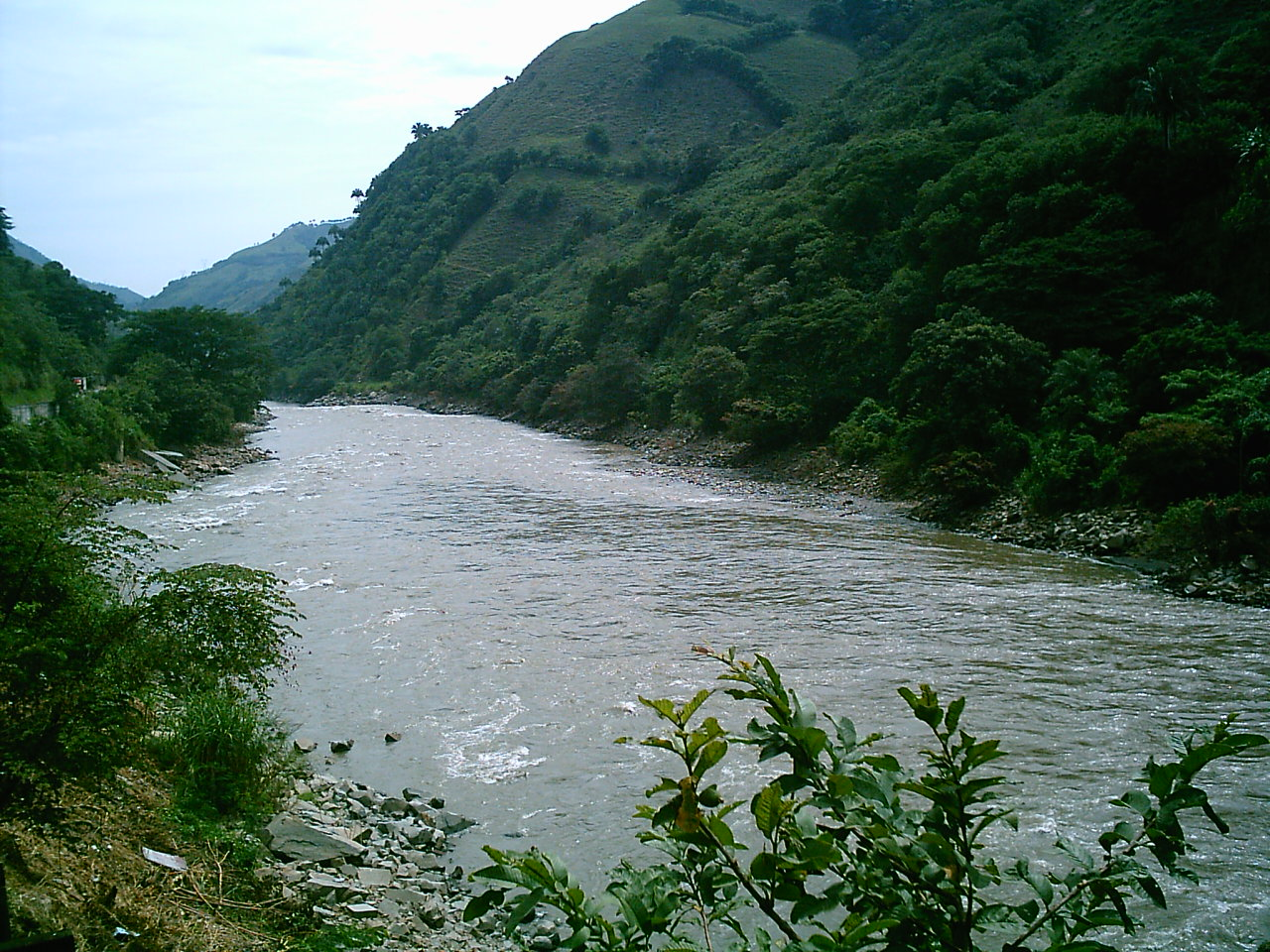
Rzeka Cauca w departamencie Antioquia

Kolumbia dzieli się na dwa wielkie zlewiska:
- Zlewisko Pacyfiku z małymi dorzeczami rzek krótkich, ale zasobnych w wodę.
- Zlewisko Atlantyku z trzema wielkimi dorzeczami:
  - Dorzecze Amazonki;
  - Dorzecze Orinoko;
  - Dorzecza rzek Morza Karaibskiego.

Tabela przedstawia główne rzeki, które mają swoje źródła na obszarze Kolumbii
| Zlewisko Pacyfiku             | Zlewisko Atlantyku                          | Zlewisko Atlantyku                    | Zlewisko Atlantyku                      |
| Zlewisko Pacyfiku             | Karaiby                                     | dorzecze Orinoko                      | Amazonia                                |
| Rzeki uchodzące w Kolumbii    | Rzeki uchodzące w Kolumbii                  | Rzeki uchodzące w Kolumbii            | Rzeki uchodzące w Kolumbii              |
| ----------------------------- | ------------------------------------------- | ------------------------------------- | --------------------------------------- |
| - Baudó - Patía - San Juan    | - Atrato - Cauca - Magdalena - Nechí - Sinú | - Guaviare - Inírida - Meta - Vichada | - Apaporis - Caguán                     |
| Rzeki uchodzące poza Kolumbią |                                             |                                       |                                         |
|                               | - Catatumbo                                 | - Arauca                              | - Caquetá - Guainía - Putumayo - Vaupés |

### Rzeki uchodzące poza Kolumbią

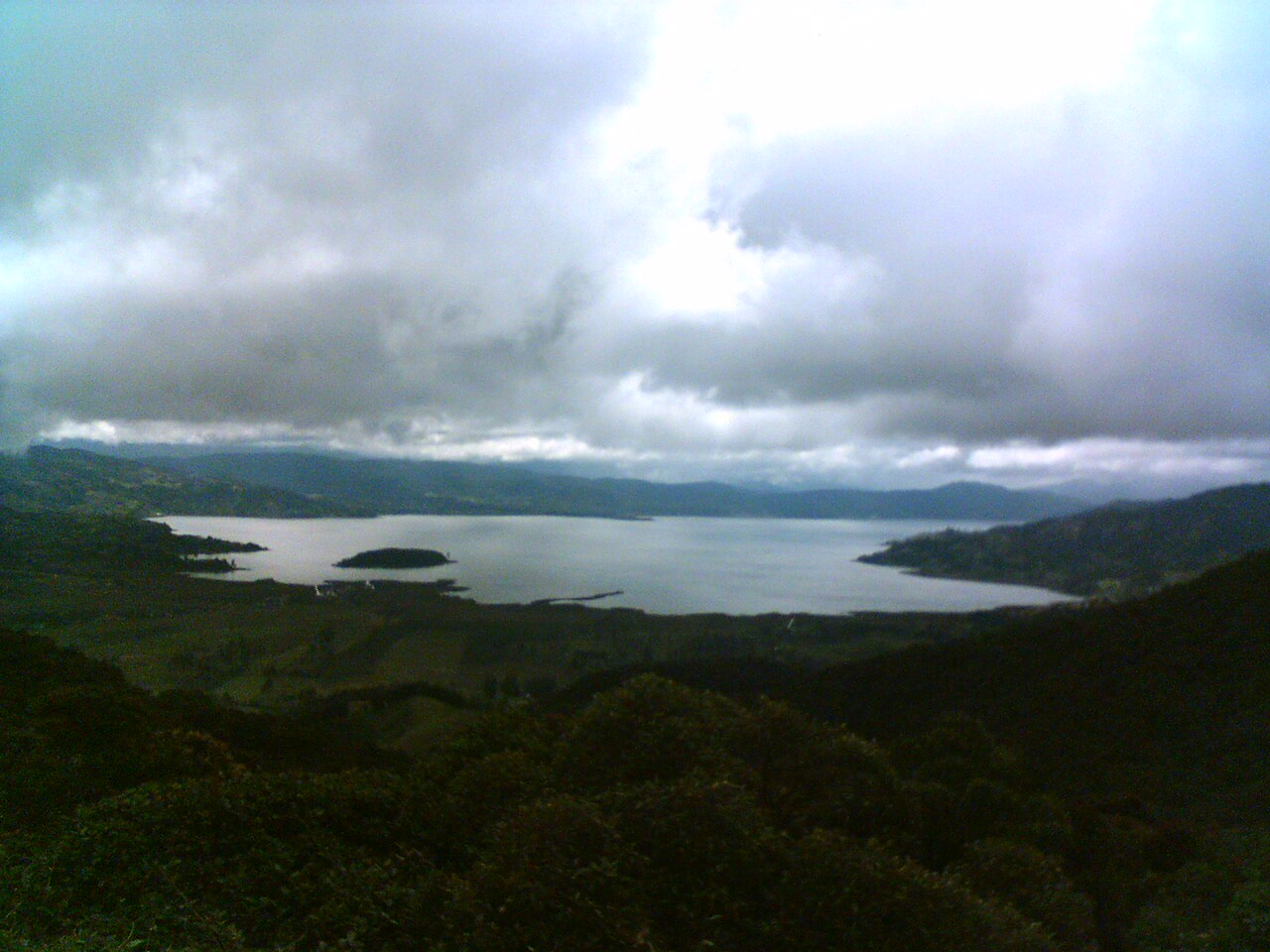
Laguna de la Cocha

### Jeziora i tereny podmokłe
- Ciénaga Grande de Santa Marta
- Laguna de la Cocha
- Laguna de Tota

Na terytorium Kolumbii występują liczne gorące źródła. Dla celów leczniczych wykorzystuje się źródła znajdujące się w Kordylierze Wschodniej i Centralnej. Najbardziej znane źródła to Paipa w departamencie Boyacá, Puracé na stokach wulkanu o tej samej nazwie i Santa Rosa de Cabal.

## Gleby
Gleby w Kolumbii są zróżnicowane, a na wpływ tej różnorodności ma rzeźba i klimat.
W Kordylierze Zachodniej i Środkowej tereny górskie są pokryte glebami górskimi wytworzonymi z popiołów wulkanicznych – andosole. Gleby te są wykorzystywane do uprawy kawy. W górach istnieją także duże połacie gleb zniszczonych przez erozje. Równinne tereny wykazują duże zróżnicowanie glebowe. Gleby dolin rzeki Cauca i górnej Magdaleny, oraz płaskowyżów śródandyjskich i Równiny Karaibskiej nadają się dla większości upraw jednorocznych i intensywnego wypasu zwierząt. Gleby terenów zalewowych jak Obniżenie Mompós i dolin wielkich rzek są użytkowane w porze suchej dla wypasu zwierząt. Występują tam gleby aluwialne. Gleby występują w suchych rejonach Kolumbii są przydatne dla rolnictwa, ale wymagają odpowiednich zabiegów, szczególnie nawadniania.
Tereny przedgórskich nizin wschodnich, gdzie występują najżyźniejsze gleby, są porośnięte lasami. Gleby te wykorzystywane są do uprawy roślin i jako pastwiska. W miejscach gdzie rosną wilgotne lasy deszczowe, występują gleby laterytowe. Gleby te zajmują rozległe obszary Amazonii, a także pokrywają tereny Równiny Pacyficznej. Gleby te są mało żyzne.

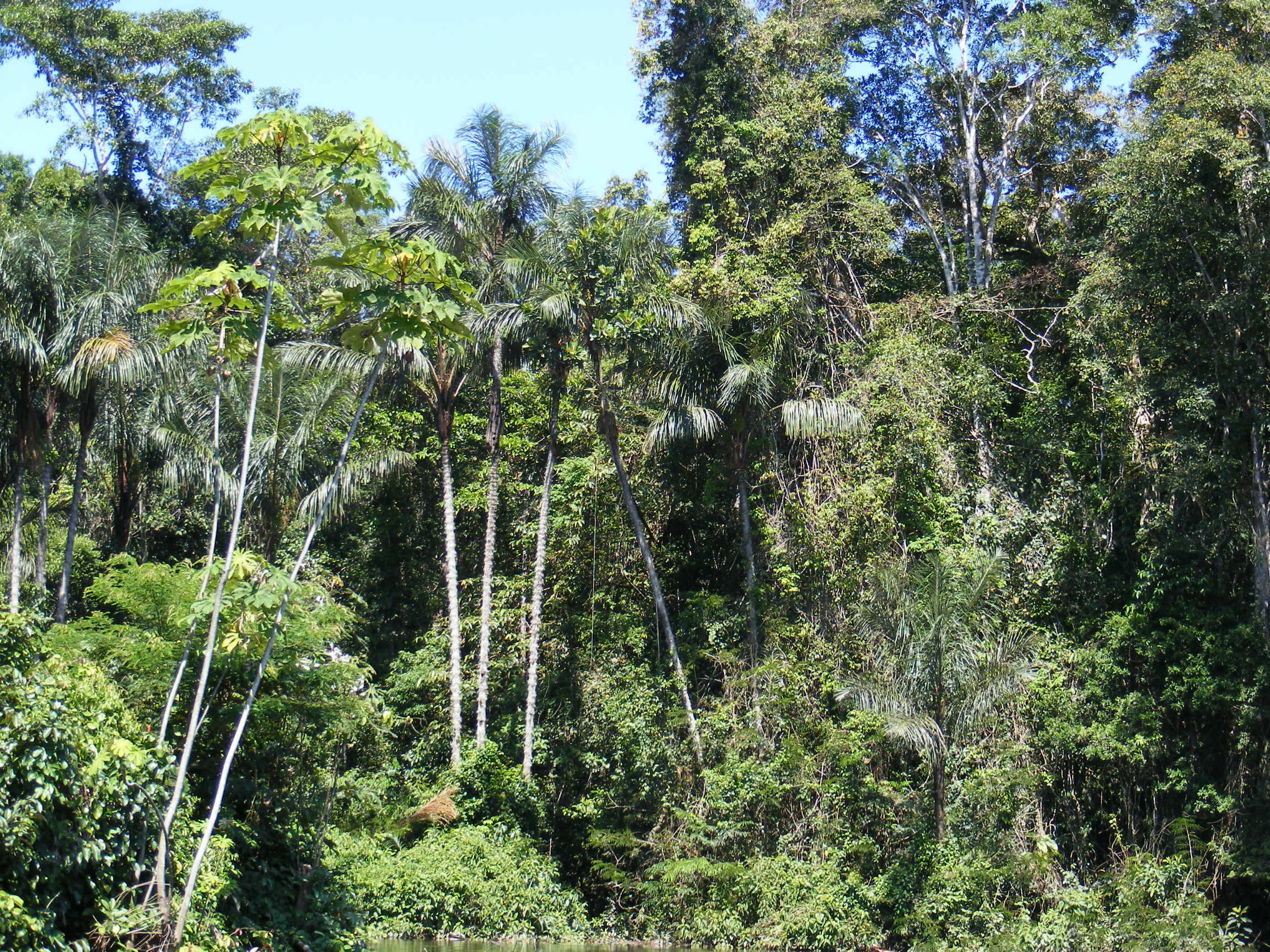
Las tropikalny we wschodniej Kolumbii

## Flora
Szata roślinna Kolumbii jest zróżnicowana ze względu na rzeźbę terenu i klimat powiązany z wysokością nad poziomem morza. W Kolumbii można wyróżnić pięć stref klimatycznych. Są to: strefa równikowa do 1 000–1300 m n.p.m. subandyjska sięgają 2500 m n.p.m. andyjska, która sięga 3 000–3500 m n.p.m. wyżej jest alto-andina leżąca między 3500 a 3900 m n.p.m. i najwyższa párano, która sięga do strefy wiecznych śniegów.
W Kolumbii dominującą szatą roślinna są wiecznie zielone lasy tropikalne – selva. Obecnie lasy nie zajmują dużych powierzchni, a duże połacie tych lasów zajęły tereny rolnicze. Lasy zajmują około 45% powierzchni, co jest jeszcze dużą wartością, ale powierzchnia lasów zmniejsza się w wyniku rabunkowej gospodarki człowieka. Lasy równikowe Kolumbii można podzielić selvę amazońską, pacyficzną, subandyjską i andyjską.
Selva amazońska zajmują około 30 mln ha. (powierzchnia ta cały czas ulega zmianie) i obejmuje głównie tereny na południu kolumbijskiej Amazonii. Lasy te są typową formacją równikową gdzie na uwagę zasługują takie gatunki jak mahoniowce i cedrzyki. nad rzekami rośnie igapó. Igapó jest odmianą lasu galeriowego, którego drzewa mają cienkie pnie i gęste korony, drzewa te nie przekraczają 20 m wysokości. Obszary zalewowe, leżące blisko rzek porasta várzea. Las ten cechuje się dużym udziałem palm i wysokie drzew z korzeniami podporowymi.
Selva pacyficzna jak sama nazwa wskazuje rosną nad Pacyfikiem. Selva pacyficzna jest bujnym lasem rosnącym na terenach zalewowych (przypływy) i ma dużą wartość gospodarczą. Ten rodzaj lasu zalicza się do mangrowców i charakterystycznym gatunkiem tam rosnącym jest mangla czerwona. Lasy namorzynowe ze względu na masowe wyręby cennych gatunków drzew, mają charakter reliktowy.
Selva subandyjska i andyjska występuje wyspowo na obszarach trudno dostępnych. Lasy tej strefy były pierwotnie wycinane w celu zwiększenia powierzchni ziemi pod tereny rolnicze. Obecnie są wycinane ze względu na wartościowe gatunki drzew jakie tam rosną. Na północy Regionu Andyjskiego zachowały się płaty mezofilnych lasów pasatowych z przewagą gatunków zrzucających liście. Występują tam też lasy dębowe. Las andyjski, który rośnie w piętrze chłodnym cechuje się występowanie paproci drzewiastych oraz licznych krzewów i krzewinek. Na gałęziach drzew występuje duże bogactwo epifitycznych orchidei. W wyższych partiach gór rosną formacje leśne złożone z niewysokich drzew mających od 3 do 10 m wysokości. Wysoko w górach rosną krzewy, wysokie trawy i bambusy. W piętrze párano występuje bezdrzewna formacja wysokogórska o tej samej nazwie. Párano tworzą trawy, ostnice i porosty.
Obszar Orinokii pokrywa sawanna – llanos, gdzie głównym komponentem są trawy. Dna dolin rzecznych należą do morichales – formacji roślinnej cechującej się występowanie roślinności drzewiastej, głównie palm.
Na terenie Kolumbii znajduje się ok. 10% wszystkich opisanych gatunków roślin światowej flory.

## Fauna
Świat zwierząt jest bardzo bogaty. Do drapieżników należą takie gatunki jak jaguary, pumy, zaś do ssaków kopytnych należą tapiry i pekari. W lasach Amazonii żyją liczne gryzonie jak aguti, paka nizinna i kapibary. Spośród szczerbaków charakterystyczny jest pancernik. Najliczniejszymi jednak ssakami poza gryzoniami są małpy. W rzekach Amazonii występują kajmany. Dużym ubóstwem jeśli chodzi o ssaki cechują się nadbrzeżne niziny. Występują tam jedynie gryzonie, oraz nietoperze. Liczne są ptaki morskie. Zwierzęta rejonu andyjskiego zostały wytępione przez człowieka. Jedynie w trudno dostępnych miejscach górskich żyje puma.

## Awifauna
W Kolumbii stwierdzono 1811 gatunków ptaków i pod tym względem jest to pierwsze na świecie państwo (kolejne dwa to Peru i Brazylia). Spośród tego 70 gatunków to endemity, wśród których wymienić można krytycznie zagrożone. Są to zaroślak kolumbijski (Atlapetes blancae), elfik zielony (Coeligena orina), puchatek modrogardły (Eriocnemis isabellae) i puchatek barwny (Eriocnemis mirabilis), amazoneczka żółtolica (Hapalopsittaca fuertesi), kusaczka oliwkowa (Grallaria urraoensis), stokowczyk rdzaworzytny (Henicorhina negreti), pręgostrzyżyk brązowy (Thryophilus nicefori) oraz strzyżyk górski (Troglodytes monticola). Pięć gatunków ptaków zasiedlających teren Kolumbii otrzymało status ochronny niedostateczne dane, dwa spośród nich to lordzik czarny (Heliangelus zusii) oraz oceannik krótkodzioby (Oceanites gracilis). Około 89%, czyli 1607 gatunków, posiada jednak status najmniejszej troski; 68 jest narażonych, 31 zagrożonych zaś 13 krytycznie zagrożonych. Na terenie kraju znajduje się 116 obszarów klasyfikowanych jako Important Bird Area oraz 20 uznanych za Endemic Bird Area.

## Regiony przyrodnicze

Regiony przyrodnicze Kolumbii

Kolumbia posiada pięć kontynentalnych regionów przyrodniczych i jeden region morski:
- Region Amazoński: stanowi południową część zachodniej Kolumbii, jest regionem równinnym nisko położonym. Jest częścią Niziny Amazońskiej, nazywa go się również Kolumbijską Puszczą Amazońską.
- Region Andyjski: odpowiada kolumbijskim Andom, włączając andyjskie doliny rzek Cauca i Magdalena.
- Region Karaibski: obejmuje nadbrzeżne niziny kolumbijskiej części Morza Karaibskiego i górotwory, które nie należą do Andów (jak Montes de María i Sierra Nevada de Santa Marta).
- Region Wybrzeża Pacyfiku: obejmuje nadbrzeżne niziny nad Pacyfikiem i górotwory, które nie należą do Andów, w szczególności Serranía del Baudó.
- Region Wyspiarski: obejmuje kolumbijskie wyspy, których nie uważa się za wyspy wybrzeża, jak archipelag San Andrés i Providencia na zachodnim Morzu Karaibskim i wyspę Malpelo na Pacyfiku.
- Region Orinoko: stanowi północną część zachodniej Kolumbii, jest regionem równinnym nisko położonym. Nazywany Niziną Orinoko lub regionem Llanos.

## Kataklizmy
Terytorium kolumbijskie jest narażone na następujące zjawiska ekstremalne o katastrofalnych skutkach:
- Trzęsienia ziemi, tsunami i erupcje wulkaniczne: trzęsienia ziemi są dość częste w Kolumbii, zwłaszcza w Regionie Andyjskim i Regionie Wybrzeża Pacyfiku, jako że Andy powstały w wyniku zderzenia płyt tektonicznych południowoamerykańskiej i pacyficznej. Stąd obecność wielu wulkanów, z których sporo to wulkany aktywne i drzemiące jak wulkany Arenas lub Puracé. Tsunami są rzadsze, ale też je odnotowano. Najbardziej znane trzęsienia ziemi, tsunami i wybuchy wulkanów XX wieku to:
  - Trzęsienie ziemi w Popayán: 5,5 w skali Richtera, 31 marca 1983.
  - Trzęsienie ziemi i tsunami w Nariño: 7,9 w skali Richtera, 12 grudnia 1979.
  - Katastrofa Armero, wybuch wulkanu Arenas: 13 listopada 1985.
  - Trzęsienie ziemi w Armenia: 5,8 w skali Richtera, 25 stycznia 1999.
- Huragany: te, które nadciągają znad Morza Karaibskiego nie docierają bezpośrednio obszaru kontynentalnego państwa, Kordyliera Zachodnia służy jako naturalna bariera zapobiegająca przedostaniu się huraganów znad Pacyfiku. Karaibskie huragany powodują obfite opady. Huraganami najbardziej zagrożony jest Region Wyspiarski Kolumbii, głównie San Andrés y Providencia.
- Powodzie: pora deszczowa powoduje wielkie powodzie, które dotykają cały kraj, zarówno niziny, jak i obszary górskie. Według Departamento Nacional de Planeación najbardziej narażone na ryzyko powodzi są następujące obszary kraju:
  - Nizina Momposin, węzeł hydrograficzny wielkich rzek Magdalena, Cauca, San Jorge i Cesar.
  - Inne strefy ze zmiennym ryzykiem powodzi występują na całym obszarze.